# Cục Phòng, chống HIV/AIDS (Việt Nam)
Cục Phòng, chống HIV/AIDS (tiếng Anh: Vietnam Administration of HIV/AIDS Control, viết tắt là VAAC) là cơ quan trực thuộc Bộ Y tế, giúp Bộ trưởng Bộ Y tế thực hiện chức năng quản lý nhà nước và tổ chức thực thi pháp luật, chỉ đạo, điều hành, kiểm tra, giám sát các hoạt động phòng, chống HIV/AIDS trên phạm vi cả nước.
Chức năng, nhiệm vụ, quyền hạn và cơ cấu tổ chức của Cục Phòng, chống HIV/AIDS được quy định tại Quyết định số 5386/QĐ-BYT ngày 29 tháng 11 năm 2017 của Bộ trưởng Bộ Y tế.

## Lịch sử hình thành và phát triển
- Xem thêm: Lịch sử hình thành và phát triển Cục Phòng, chống HIV/AIDS Việt Nam

Cục Phòng, chống HIV/AIDS thành lập ngày 20 tháng 5 năm 2005, theo Quyết định số 432/QĐ-TTg ngày 20 tháng 5 năm 2005 của Thủ tướng Chính phủ, trên cơ sở tách ra từ Cục Y tế Dự phòng và phòng chống HIV/AIDS.

## Nhiệm vụ và quyền hạn
Theo Điều 2, Quyết định số 5386/QĐ-BYT ngày 29 tháng 11 năm 2017 của Bộ trưởng Bộ Y tế, Cục Phòng, chống HIV/AIDS có các nhiệm vụ, quyền hạn chính:
- Chủ trì xây dựng các loại văn bản thuộc phạm vi quản lý của Cục.
- Quản lý, chỉ đạo hoạt động phòng, chống HIV/AIDS trên phạm vi cả nước; làm đầu mối quản lý, chỉ đạo hoạt động chuyên môn về phòng, chống HIV/AIDS của các bộ, ngành.
- Giúp Bộ trưởng làm thường trực về phòng, chống HIV/AIDS của Ủy ban Quốc gia phòng, chống HIV/AIDS và phòng, chống tệ nạn ma túy, mại dâm; tham mưu cho Bộ trưởng trong việc phối hợp liên ngành trong phòng, chống HIV/AIDS.
- Quản lý, chỉ đạo và chủ trì thực hiện các nội dung sau:

1. Thông tin - giáo dục - truyền thông và huy động cộng đồng về phòng, chống HIV/AIDS.
2. Can thiệp giảm tác hại, dự phòng lây nhiễm HIV.
3. Dự phòng phơi nhiễm với HIV.
4. Tư vấn và xét nghiệm HIV.
5. Điều trị và chăm sóc người nhiễm HIV/AIDS, đồng nhiễm Lao/HIV, viêm gan B/HIV, viêm gan C/HIV.
6. Điều trị nghiện chất dạng thuốc phiện bằng thuốc thay thế và điều trị nghiện chất ma túy khác theo quy định của pháp luật.
7. Làm đầu mối tiếp nhận các loại hồ sơ thuộc phạm vi quản lý của Cục.
8. Biên tập, xuất bản, phát hành "Tạp chí AIDS và cộng đồng".

- Tham gia phối hợp với các đơn vị liên quan thực hiện các nội dung sau:

1. Dự phòng lây nhiễm HIV từ mẹ sang con.
2. Dự phòng lây nhiễm HIV trong các dịch vụ y tế.
3. Phòng, chống bệnh lây truyền qua đường tình dục.
4. Phòng, chống đồng lây nhiễm Lao/HIV, viêm gan B/HIV.
5. An toàn truyền máu liên quan đến HIV/AIDS.

- Làm đầu mối huy động, quản lý, điều phối Quỹ Hỗ trợ người nhiễm HIV/AIDS và các nguồn lực khác phục vụ cho công tác phòng, chống HIV/AIDS.
- Thực hiện các nhiệm vụ, quyền hạn khác do Bộ trưởng Bộ Y tế giao.

## Lãnh đạo Cục[7][8]
- Cục trưởng: PGS.TS. Phan Thị Thu Hương
- Phó Cục trưởng:

1. PGS. TS. Phạm Đức Mạnh[9]
2. ThS. BS. Võ Hải Sơn[10]

## Cơ cấu tổ chức
(Theo Khoản 2, Điều 3, Quyết định số 5386/QĐ-BYT ngày 29 tháng 11 năm 2017 của Bộ trưởng Bộ Y tế)

### Các đơn vị thực hiện chức năng quản lý nhà nước
- Văn phòng Cục
- Phòng Giám sát và Xét nghiệm HIV
- Phòng Dự phòng lây nhiễm HIV
- Phòng Điều trị HIV/AIDS

### Các đơn vị sự nghiệp
- Quỹ Hỗ trợ người nhiễm HIV/AIDS[11][12]